# Verwaltungsgemeinschaft Polling
Die Verwaltungsgemeinschaft Polling liegt im oberbayerischen Landkreis Mühldorf am Inn und wird von folgenden Gemeinden gebildet:
1. Oberneukirchen, 832 Einwohner, 19,60 km²
2. Polling, 3362 Einwohner, 43,85 km²

Sitz der Verwaltungsgemeinschaft ist Polling.